# I Believe
Az "I Believe" egy népszerű pop zeneszám címe. A dalt Ervin Drake, Irvin Graham, Jimmy Shirl és Al Stillman 1953-ban szerezte.
Jane Fromant elszomorította a koreai konfliktus, ami a második világháborút követően 1952-ben mérgesedett el, s megkérte Drake-et, Grahamt, Shirlt és Stillmant, hogy írjanak egy olyan dalt, mely reményt és bizalmat nyújt a lakosságnak. Fromanon kívül többen is felvették az "I Believe" dalt. Mind a népszerű, mind a vallásos zeneirodalomban előfordulnak feldolgozásai.
Frankie Laine rögzítette a dal legsikeresebb változatát, mely még ma is a leghosszabb ideig a lemezeladási listák első helyén szereplő kislemez címét őrzi a brit sikerlistákon. Azonban ezt a 18 hetes vezető helyet nem egybefüggően, hanem három külön szakaszban érte el. Összehasonlításul, a leghosszabb ideig a brit eladási listákat Bryan Adams "(Everything I Do) I Do It for You" 1991-es kislemezével érte el az Egyesült királyságban, míg a Wet Wet Wet "Love Is All Around" albuma 14 hétig vezette a listát.

## Feldolgozások
- The Bachelors (1964)
- Eve Boswell
- The Chordettes ( felvétel 1953-ban, megjelenés a következő évben.)
- Larry Chance and The Earls
- Jane Froman
- Crystal Gayle
- Frankie Laine
- The Lettermen
- Elvis Presley
- LeAnn Rimes
- Robson and Jerome
- Sandler and Young
- Barbra Streisand
- David Whitfield (1960)
- The Young Rascals
- Connie Talbot
- Benny Hill
- Ge Korsten
- Mahalia Jackson